# Opisthostoma vermiculum
Opisthostoma vermiculum is een slak uit het westen van Maleisië die in 2008 is beschreven. Het bijzondere van deze soort is dat het huisje windingen heeft die verspringen naar vier verschillende assen. Deze vorm spot met eerdere bevindingen over vormen van huisjes van landslakken die uitgingen van een wiskundig model.
De slak heeft een zeer klein huisje dat ongeveer een millimeter lang wordt.